# Maux
Maux – miejscowość i gmina we Francji, w regionie Burgundia-Franche-Comté, w departamencie Nièvre.
Według danych na rok 1990 gminę zamieszkiwało 167 osób, a gęstość zaludnienia wynosiła 7 osób/km² (wśród 2044 gmin Burgundii Maux plasuje się na 744. miejscu pod względem liczby ludności, natomiast pod względem powierzchni na miejscu 315.).